# Claude Champaud
Pour les articles homonymes, voir Champaud.
Claude Champaud, né le 22 janvier 1929 au Pin (Loire-Atlantique) et mort le 12 mars 2019 à Rennes, est un juriste et homme politique français, spécialiste de droit commercial. Professeur de droit, il est président de l'université de Rennes I de 1971 à 1976 et premier vice-président de la Conférence des présidents d'université.

## Biographie

### Formation
Claude Champaud effectue ses études secondaires à Nantes, tout d'abord à domicile en raison d'allergies fréquentes, puis au lycée Clemenceau. Il débute par la suite des études supérieures en histoire et en géographie, puis fait une première année de droit à Paris. Il suspend celles-ci pour effectuer son service militaire, qu'il passe au 41e RI à Saint-Aubin-du-Cormier, près de Rennes. Il y apprend alors la gestion.
Il reprend ses études universitaires à l'université de Rennes, où il obtient une licence en 1956. Il poursuit ses études jusqu’à la thèse qu'il passe en 1961, sur le « Pouvoir de concentration des sociétés par actions ». La même année, il passe l'agrégation de droit privé et finit major.

### Carrière universitaire

#### Fonctions universitaires
Claude Champaud commence sa carrière universitaire en occupant plusieurs postes à Rennes après sa licence. Il est tout à tour moniteur de travaux pratiques de droit commercial de 1956 à 1957, bibliographe adjoint au CNRS de 1956 à 1960, assistant de droit commercial de 1957 à 1960, et chargé de cours de droit privé de 1960 à 1963. Il accède au statut de maître de conférences agrégé de droit privé en 1964, et enseigne toujours à la faculté de droit de Rennes. En 1966, il devient professeur titulaire de la chaire de droit commercial de cette même faculté.
Il prend en 1967 la direction de l'IAE de Rennes, charge qu'il assume dans un premier temps jusqu'en 1971. Il transforme en institut de gestion de Rennes l'établissement en 1968. Il assume de nouveau cette fonction de 1977 à 1984.
Il devient par la suite le premier président élu de l'université de Rennes I en 1971 lorsque celle-ci est créée après la scission de l'université de Rennes.
Il est vice-président de la Conférence des présidents d'université en 1972, puis premier vice-président de celle-ci de 1973 à 1974.

#### Travail de recherche
Claude Champaud a été, avec les professeurs Michel Despax, puis Jean Paillusseau, l'un des tenants de la « doctrine de l'entreprise » (qualifiée parfois « d'École de Rennes ») en droit des sociétés en France, dans les années 1960-1970.
Il s'agissait de voir dans la notion légale de société le vêtement juridique d'une réalité économique et sociale, l'entreprise, que la société avait pour unique fonction d'organiser (voir la thèse de Jean Paillusseau : La S.A., technique d'organisation de l'entreprise, Sirey 1967). Il en découlait une acception large de l'intérêt social comme « intérêt de l'entreprise ». Ces thèses connaissent aujourd'hui un regain d'intérêt avec la montée des théories dites de « stakeholderism » dans les pays anglo-saxons, ainsi qu'avec le développement de la responsabilité sociale des entreprises.
Dans les années 1990, les théories anglo-saxonnes analysant la grande société comme un « nœud de contrats » (Coase, Jensen & Meckling, Easterbrook & Fischel) ont pris racine en France, notamment à la faveur du mouvement de corporate governance. Il en découlait un modèle de société orienté de façon univoque vers l'intérêt et le profit des actionnaires : ce mouvement allait directement à l'encontre de la doctrine de l'entreprise, dont l'emprise et le prestige ont alors nettement décru.

##### REPI (Réseau Entreprise Propriétés Intellectuelles)
Président du Réseau Entreprise Propriétés Intellectuelles, association regroupant des professeurs de droit, d'économie, des avocats, des conseils en PI, des experts-comptables et des chefs d'entreprises, dont la triple mission est :
- d'élever le niveau des connaissances financières ou managériales des spécialistes des PI ;
- de développer une culture « propriétés intellectuelles » parmi les dirigeants, les ingénieurs et les cadres des entreprises (PME notamment) des régions de l’ouest de la France ;
- de contribuer au développement de recherches et de formations pluridisciplinaires en matière de propriétés intellectuelles et d’intelligence économique au sein des sciences économiques, des sciences juridiques et des sciences et techniques de l’ingénieur.

Dans les années 1970, il est à l'origine du Club des Trente, dont il fut le seul non-entrepreneur parmi les membres fondateurs (Pierre Legris, Yves Rocher, Alain Glon, Louis Le Duff...).

#### Reconnaissance
Pour son travail d'enseignant-chercheur il est fait commandeur des Palmes académiques. Il est également membre émérite de l’Académie royale de Belgique et docteur honoris causa des universités de Liège et de Gand.
En 2020, la Fondation Rennes 1, en hommage à Claude Champaud, ouvre sa 13ème chaire de recherche et de formation « Droit des activités économiques », pour repenser la relation de travail dans l’entreprise et dont les travaux visent à poursuivre l’œuvre académique du Professeur.

### Politique
Membre du comité fondateur du CELIB, à la demande de René Pleven, il en est le Porte parole pendant de nombreuses années. Parallèlement, de septembre 1976 à janvier 1980, il préside le CESER, Conseil Economique et Social Régional de Bretagne.
Engagé au RPR, il accorda un soutien indéfectible à Jacques Chirac et est connu comme un farouche opposant à l'élu centriste Pierre Méhaignerie, mais également du maire socialiste de Rennes, Edmond Hervé.
En 1983, il est candidat à la mairie de Rennes dans la liste Union de l'opposition (UDF/RPR), il est conseiller municipal de Rennes et chef de l'opposition à Edmond Hervé de 1983 à 1989.
Conseiller général élu dans le canton de Rennes Centre de 1985 à 2004, il est également Conseiller régional de Bretagne.
Il est élu vice-président du Conseil général d'Ille-et-Vilaine ainsi que vice-président du Conseil régional de Bretagne de 1986 à 2004.

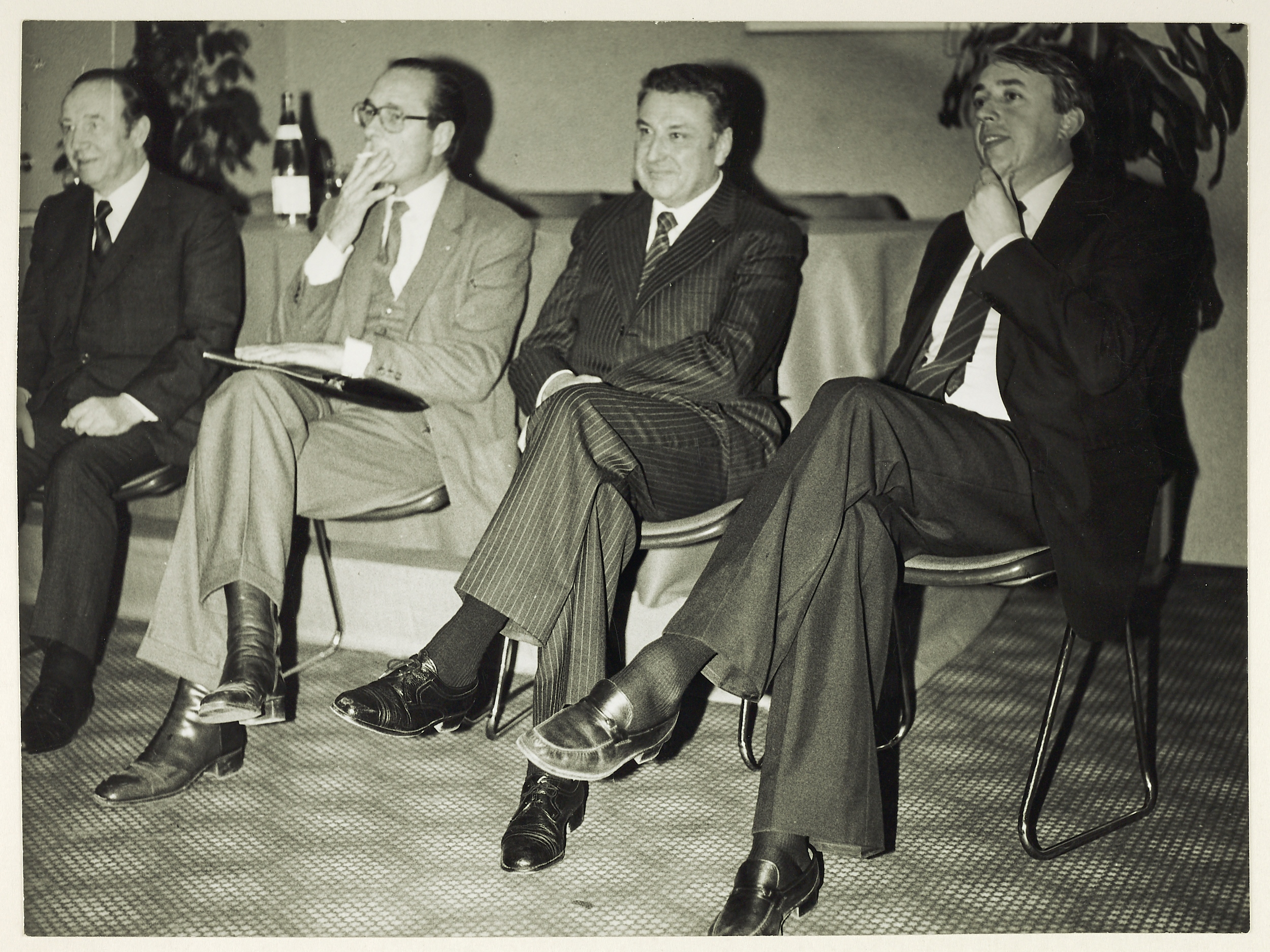
Claude Champaud (au centre) et Jacques Chirac (à gauche) aux élections municipales de Rennes en 1983.

Claude Champaud a par ailleurs été de 1987 à 1991 conseiller d'État en service extraordinaire.

### Autres fonctions
- Membre fondateur de l’association pour la renaissance du palais du parlement de Bretagne, il mobilisera les collectivités, des entreprises et des citoyens pour la reconstruction du Parlement (1994).
- Président de l'Orchestre de Bretagne (1998).
- Fondateur, puis administrateur de l'association Rennes en Sciences, pour la diffusion de la culture scientifique et la valorisation du patrimoine rennais[8]

## Publications
- L'exploitation ancienne de cassitérite d'Abbaretz-Nozay, Annales de Bretagne, 1957.
- Une tentative de pacification des esprits en 1794 : la commission philanthropique de Rennes, Sirey, 1962. (cf. commission philanthropique de Rennes)
- Le séparisianisme, Armor-Éditeurs, 1977.
- Le Droit des affaires, Que sais-je ? PUF, 1981-1987-1991-1994
- À jamais la Bretagne, Éditions régionales de l'Ouest, 1998, 248 p.
- Stratégies judiciaires de l’entreprise, (avec Didier Danet), Dalloz, 2006  (ISBN 2247052800)
- Manifeste pour la Doctrine de l’Entreprise : sortir de la crise du financialisme, (avec Didier Danet, D. Briand et R. Contin). Larcier, Bruxelles, 2011
- L’entreprise dans la Société du 21ème siècle, 2013
- Quand des Bretons éveillèrent la Bretagne : le Celib, Comité d'étude et de liaison des intérêts bretons, 2017.